# Пуду
Пуду́ (Pudu) — род млекопитающих семейства оленевых. Выделяют два вида пуду: южный пуду (Pudu puda) и северный пуду (Pudu mephistophiles).

## Описание
Длина тела составляет от 80 до 93 см, высота в холке 30—40 см, масса от 7 до 10 кг. Короткие рога длиной 7—10 см. Северный и южный пуду внешне мало отличаются друг от друга, разве что северный вид немного крупнее. Один из самых маленьких в семействе Оленевых.

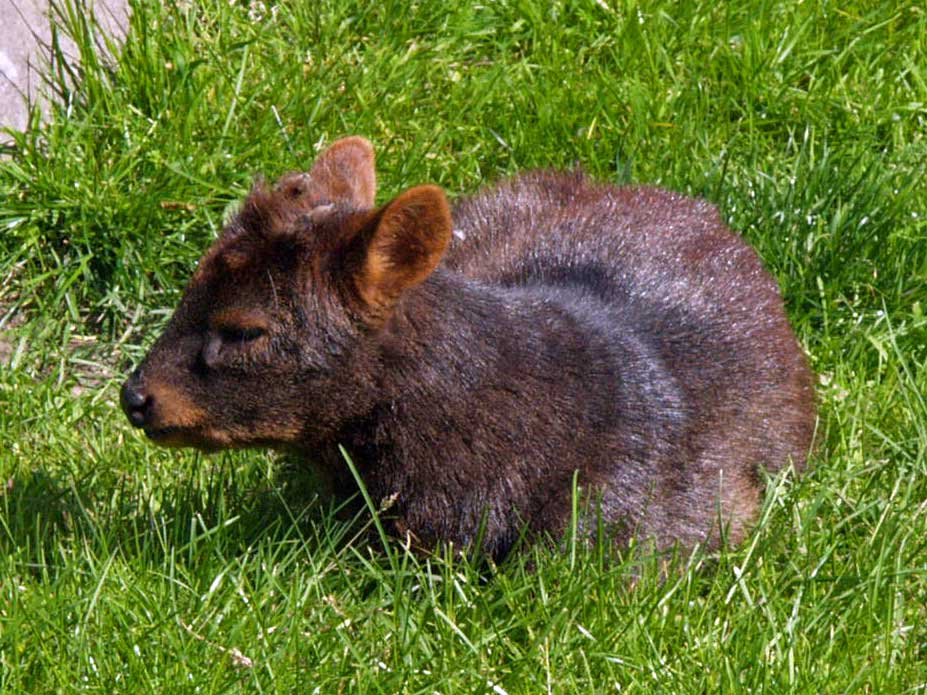
Южный пуду

## Места обитания
Обитают в южном Чили, включая остров Чилоэ. Прежде их ареал включал более обширные пространства: горные районы Анд, территорию всего Чили, а также Западную Аргентину и острова Чилийского побережья.

## Положение пуду
Пуду находятся на грани исчезновения. Малый размер делает их лёгкой добычей многих хищников. Однако главный враг пуду — человек. Вырубка лесов приводит к сокращению ареала пуду. Также большой урон их численности наносят собаки. Ещё одна серьёзная проблема — браконьерство. Пуду используют в качестве домашних животных, что стимулирует браконьерство.

## Особенности пуду
Пуду питаются побегами, листьями, корой. При таком питании они могут долго не пить. Спасаясь от хищника, пуду способен забежать на наклонённое дерево. В силу своего маленького роста пуду не всегда дотягивается до листьев, в таком случае он встаёт на задние ноги.